# Чорнослив

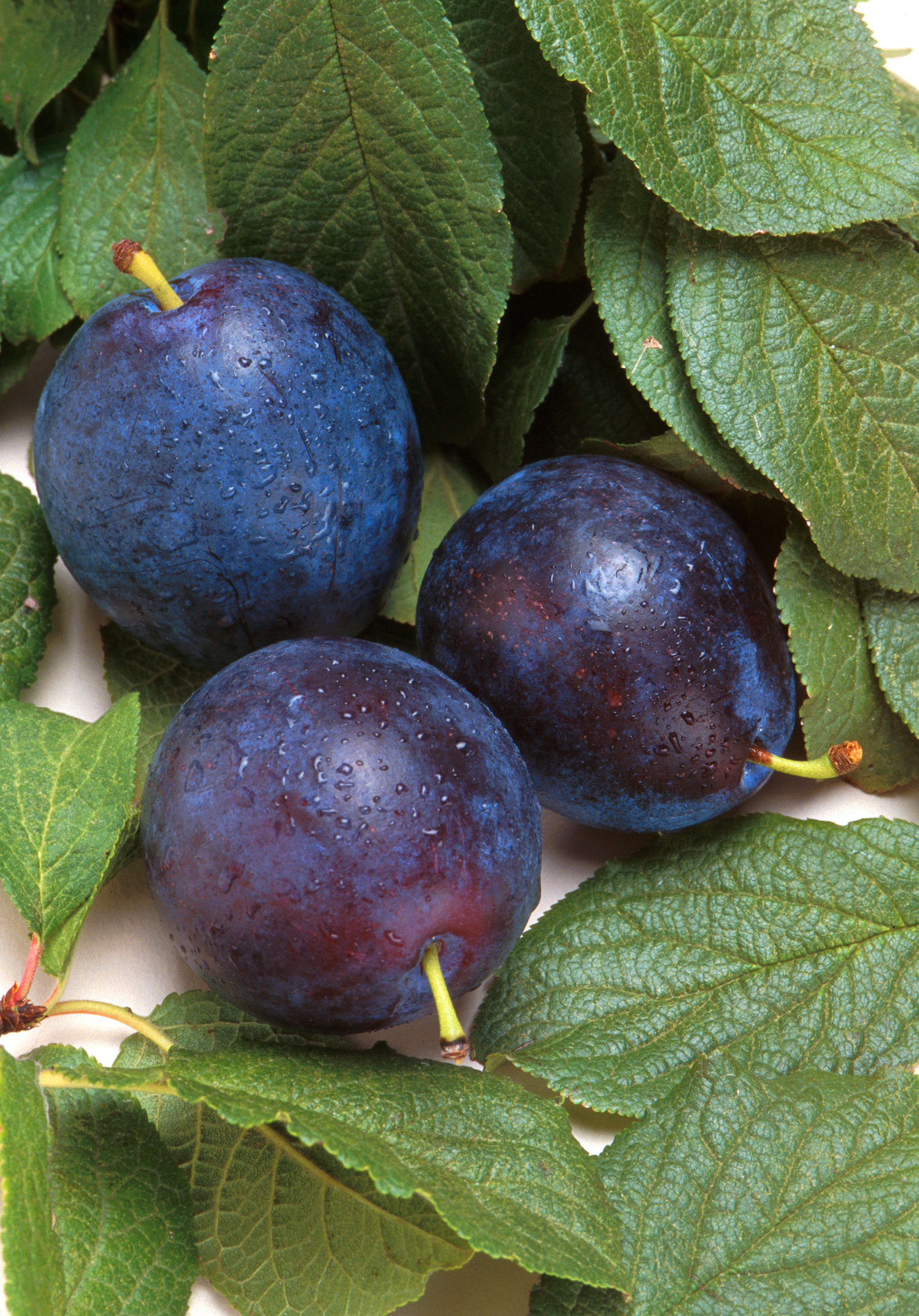

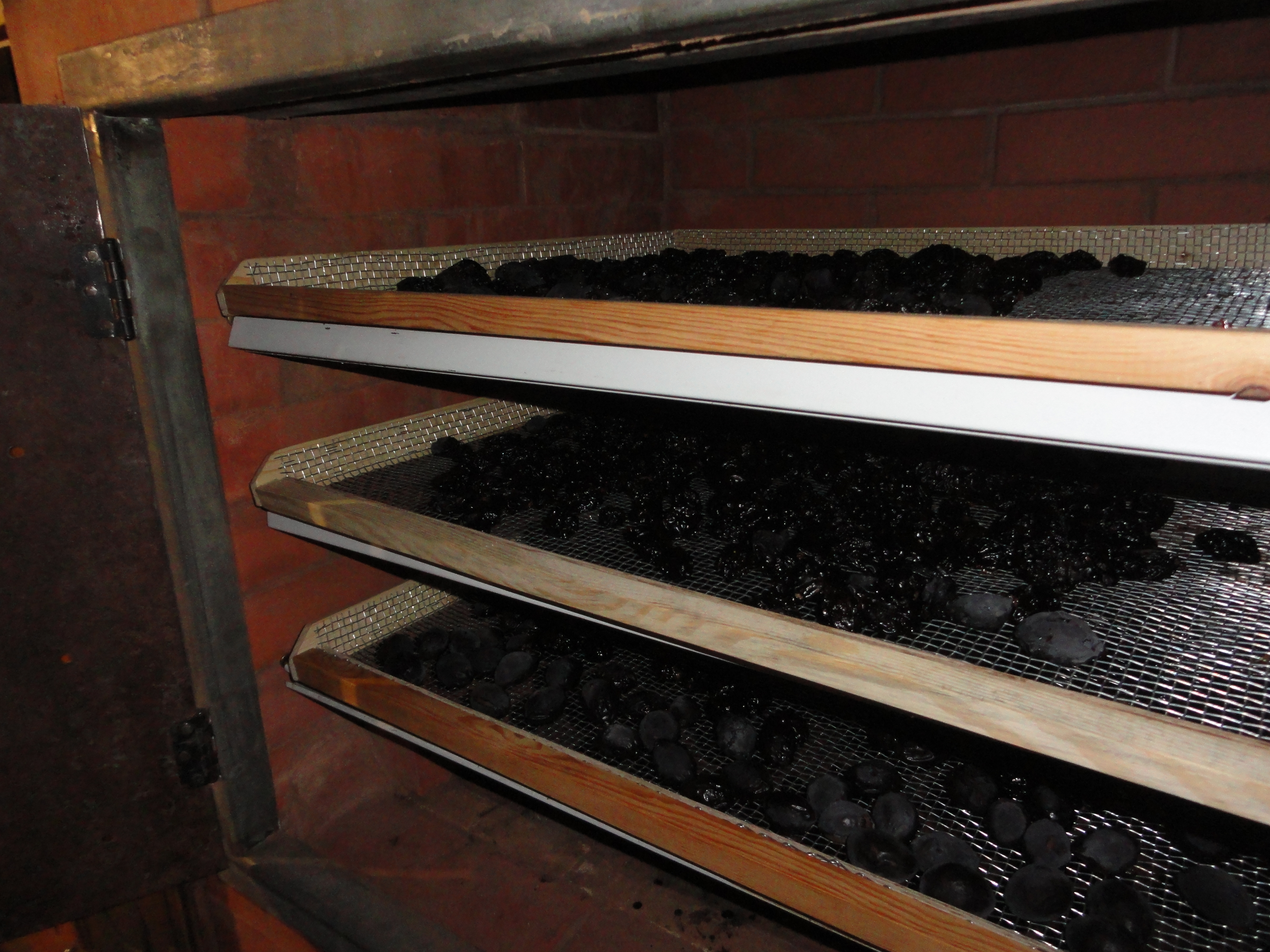
Сушіння чорносливу в печі

Чорно́слив — сушені плоди слив. В Україні відомий також копчений чорнослив, його плоди мають специфічний запах і смак диму.
Слива відома з часів Римської імперії. Багата вітамінами групи В. Використання: для приготування компотів, лікувального харчування при хворобах кишечника, нирок, серця[джерело?]. Настій із чорносливу рекомендується пити за проблем зі шлунком.[джерело?] Для сушіння беруть сорти слив з групи угорок — плоди темно-фіолетового забарвлення і яйцеподібні форми. Середній вміст цукру в сушених сливах не перевищує 39-41 %, у свіжих сливах — від 10 до 12 %.